# Úrvalsdeild (2020)
Úrvalsdeild (2020) (znana jako Pepsi Max Deildin ze względów sponsorskich)
– 109. edycja najwyższej klasy rozgrywkowej piłki nożnej na Islandii.
Obrońcą tytułu był zespół Reykjavíkur. Mistrzostwo po raz dwudziesty trzeci w historii zdobyła drużyna Valur.
Rozpoczęcie sezonu zaplanowano na 22 kwietnia 2020, a zakończenie na 26 września 2020.
Rozgrywki jednak wystartowały dopiero 13 czerwca 2020, zostały opóźnione z powodu pandemii COVID-19.
Zawody zostały zawieszone 7 października, a ostatecznie przerwane 30 października 2020.
Do określenia zwycięzcy, miejsc w Europie oraz spadków tabelę końcową oparto na średniej liczbie punktów na mecz.

## Drużyny
| Uczestnicy poprzedniej edycji                                                                                 | Uczestnicy poprzedniej edycji | Uczestnicy poprzedniej edycji | Uczestnicy poprzedniej edycji |
| --- | ----------------------------- | ----------------------------- | ----------------------------- |
| KRE | KR                            | 1                             |                               |
| BRE | Breiðablik                    | 2                             |                               |
| FH | FH                            | 3                             |                               |
| STJ | Stjarnan                      | 4                             |                               |
| KA | KA Akureyri                   | 5                             |                               |
| VAL | Valur                         | 6                             |                               |
| VÍR | Víkingur Reykjavík            | 7                             |                               |
| FYL | Fylkir                        | 8                             |                               |
| HKÓ | HK                            | 9                             |                               |
| ÍA | Akraness                      | 10                            |                               |
| Awans z 1. deild 2019                                                                                         |                               |                               |                               |
| ÍG | Grótta                        | 1                             |                               |
| FJÖ | Fjölnir                       | 2                             |                               |
| Oznaczenia: - kolumna pierwsza – skróty nazw drużyn, - kolumna trzecia – miejsce zajęte w poprzednim sezonie. |                               |                               |                               |

## Tabela
| Lp. | Drużyna     | M  | Z  | R  | P  | B+ | B– | +/– | Pkt | PktM | Kwalifikacja lub spadek                               |
| --- | ----------- | -- | -- | -- | -- | -- | -- | --- | --- | ---- | ----------------------------------------------------- |
| 1   | Valur (M)   | 18 | 14 | 2  | 2  | 50 | 17 | +33 | 44  | 2,44 | Liga Mistrzów UEFA • I runda kwalifikacyjna           |
| 2   | FH          | 18 | 11 | 3  | 4  | 37 | 23 | +14 | 36  | 2,00 | Liga Konferencji Europy UEFA • I runda kwalifikacyjna |
| 3   | Stjarnan    | 17 | 8  | 7  | 2  | 27 | 20 | +7  | 31  | 1,82 | Liga Konferencji Europy UEFA • I runda kwalifikacyjna |
| 4   | Breiðablik  | 18 | 9  | 4  | 5  | 37 | 27 | +10 | 31  | 1,72 | Liga Konferencji Europy UEFA • I runda kwalifikacyjna |
| 5   | KR          | 17 | 8  | 4  | 5  | 30 | 21 | +9  | 28  | 1,65 |                                                       |
| 6   | Fylkir      | 18 | 9  | 1  | 8  | 27 | 30 | −3  | 28  | 1,56 |                                                       |
| 7   | KA          | 18 | 3  | 12 | 3  | 20 | 21 | −1  | 21  | 1,17 |                                                       |
| 8   | ÍA          | 18 | 6  | 3  | 9  | 39 | 43 | −4  | 21  | 1,17 |                                                       |
| 9   | HK          | 18 | 5  | 5  | 8  | 29 | 36 | −7  | 20  | 1,11 |                                                       |
| 10  | Víkingur R. | 18 | 3  | 8  | 7  | 25 | 30 | −5  | 17  | 0,94 |                                                       |
| 11  | Grótta (S)  | 18 | 1  | 5  | 12 | 15 | 43 | −28 | 8   | 0,44 | Spadek do 1. deild karla                              |
| 12  | Fjölnir (S) | 18 | 0  | 6  | 12 | 15 | 40 | −25 | 6   | 0,33 | Spadek do 1. deild karla                              |

## Wyniki
| Gospodarz \ Gość | BRE | FH  | FJO | FYL | GRÓ | HK  | ÍA  | KA  | KR  | STJ | VAL | VIK |
| ---------------- | --- | --- | --- | --- | --- | --- | --- | --- | --- | --- | --- | --- |
| Breiðablik       |     | 3–3 | 3–1 | 4–1 | 3–0 |     | 5–3 | 1–1 | 0–2 | 2–1 | 1–2 |     |
| FH               | 3–1 |     | 1–0 | 1–2 | 2–1 | 4–0 | 2–1 | 0–0 |     | 1–2 | 1–4 | 1–0 |
| Fjölnir          | 1–4 | 0–3 |     | 1–2 | 0–3 |     | 1–3 | 1–1 |     | 1–4 | 1–3 | 1–1 |
| Fylkir           | 0–1 | 1–4 | 2–0 |     | 2–0 | 3–2 |     | 4–1 | 0–3 | 1–1 |     | 2–1 |
| Grótta           | 0–1 |     | 2–2 | 0–2 |     | 4–4 | 0–4 | 2–4 |     |     | 0–3 | 1–1 |
| HK               | 1–0 | 2–3 | 3–1 |     | 3–0 |     | 3–2 |     | 1–1 | 2–3 | 0–4 | 0–2 |
| ÍA               |     | 0–4 |     | 3–2 | 3–0 | 2–2 |     | 3–1 | 1–2 | 1–2 | 2–4 | 2–2 |
| KA               | 2–2 |     | 1–1 | 2–0 | 1–0 | 1–1 | 2–2 |     | 0–0 | 0–0 |     | 0–0 |
| KR               | 3–1 | 1–2 | 2–2 | 1–2 | 1–1 | 0–3 | 4–1 |     |     | 1–2 | 4–5 | 2–0 |
| Stjarnan         |     | 1–1 | 1–0 | 2–1 | 1–1 | 4–1 |     | 1–1 |     |     | 1–5 | 1–1 |
| Valur            | 1–1 |     |     | 3–0 | 6–0 | 1–0 | 1–4 | 1–0 | 0–1 | 0–0 |     | 2–0 |
| Víkingur R.      | 2–4 | 4–1 | 1–1 |     |     | 1–1 | 6–2 | 2–2 | 0–2 |     | 1–5 |     |

## Najlepsi strzelcy
| Bramki | Strzelcy                   | Drużyna     |
| ------ | -------------------------- | ----------- |
| 17     | Steven Lennon              | FH          |
| 14     | Patrick Pedersen           | Valur       |
| 13     | Thomas Mikkelsen           | Breiðablik  |
| 12     | Tryggvi Hrafn Haraldsson   | ÍA          |
| 9      | Óttar Magnús Karlsson      | Víkingur R. |
| 8      | Valdimar Þór Ingimundarson | Fylkir      |
| 8      | Stefán Teitur Þórðarson    | ÍA          |

Źródło: soccerway

## Stadiony
| Breiðablik     |
| -------------- |
| Kópavogsvöllur |
| 3009           |
|                |

| FH         |
| ---------- |
| Kaplakriki |
| 6450       |
|            |

| Fjölnir         |
| --------------- |
| Extra völlurinn |
| 1030            |
|                 |

| Fylkir              |
| ------------------- |
| Floridana völlurinn |
| 1854                |
|                     |

| Grótta           |
| ---------------- |
| Vivaldivöllurinn |
| 1050             |
|                  |

| HK     |
| ------ |
| Kórinn |
| 1452   |
|        |

| ÍA            |
| ------------- |
| Akranesvöllur |
| 3054          |
|               |

| KA              |
| --------------- |
| Akureyrarvöllur |
| 1645            |
|                 |

| KR        |
| --------- |
| KR-völlur |
| 3333      |
|           |

| Stjarnan      |
| ------------- |
| Stjörnuvöllur |
| 1440          |
|               |

| Valur             |
| ----------------- |
| Vodafonevöllurinn |
| 2465              |
|                   |

| Víkingur R.   |
| ------------- |
| Víkingsvöllur |
| 1848          |
|               |